# Jean-Christophe Lafaille
Jean-Christophe Lafaille (* 31. März 1965 in Gap; seit 26. Januar 2006 am Makalu vermisst) war ein französischer Extrembergsteiger. Lafaille galt als einer der weltbesten Höhenbergsteiger, der alle seine Gipfel ohne zusätzlichen Sauerstoff bestiegen hat.
Seit dem 26. Januar 2006 wird er am Makalu vermisst, den er alleine und im Winter besteigen wollte.

## Leben
Mit sieben Jahren begann Lafaille mit dem Klettern. Später nahm er auch an Wettbewerben im Sportklettern teil. 1992 unternahm er die erste Expedition in das Himalaya-Gebirge. Zusammen mit Pierre Béghin versuchte er, die Südwand der Annapurna im Alpinstil zu besteigen. Béghin starb bei diesem Versuch.
Im Jahr 2001 entschied er sich, auch die Besteigung der noch verbliebenen Achttausender zu versuchen.
Lafaille hatte zwei Kinder, eine Tochter aus erster und einen Sohn aus zweiter Ehe.

## Erfolge an Achttausendern
- 1993 Cho Oyu, 8188 m
- 1994 Shisha Pangma Mittelgipfel, 8008 m
- 1996 Gasherbrum II, 8034 m
- 1996 Hidden Peak (Gasherbrum I), 8080 m
- 1997 Lhotse, 8516 m
- 2000 Manaslu, 8163 m
- 2001 K2, 8611 m
- 2002 Annapurna, 8091 m
- 2003 Dhaulagiri, 8167 m
- 2003 Nanga Parbat, 8125 m
- 2003 Broad Peak, 8051 m
- 2004 Shisha Pangma. Lafaille stand als erster im meteorologischen Winter (solo) auf diesem Achttausender. Weil seine Expedition aber bereits vor dem 21. Dezember begann, wird sie nicht als komplette Wintererstbesteigung gewertet.

Zum Erreichen sämtlicher 14 Achttausender fehlten ihm noch der Makalu, Kangchendzönga und der Mount Everest.
Die beiden Gasherbrums bestieg Lafaille ohne zwischendurch ins Basislager abzusteigen. Ihm gelang dies im Alpinstil und innerhalb von drei Tagen. Damit war er der erste und bis heute (Stand: Juli 2008) einzige Mensch, der die Doppelbesteigung der beiden Achttausender im Alleingang absolvierte.

## Werke
- Gefangener der Annapurna. (zusammen mit Benoît Heimermann), Frederking & Thaler, München 2005, ISBN 3-89405-262-7